# William Henry Keeler

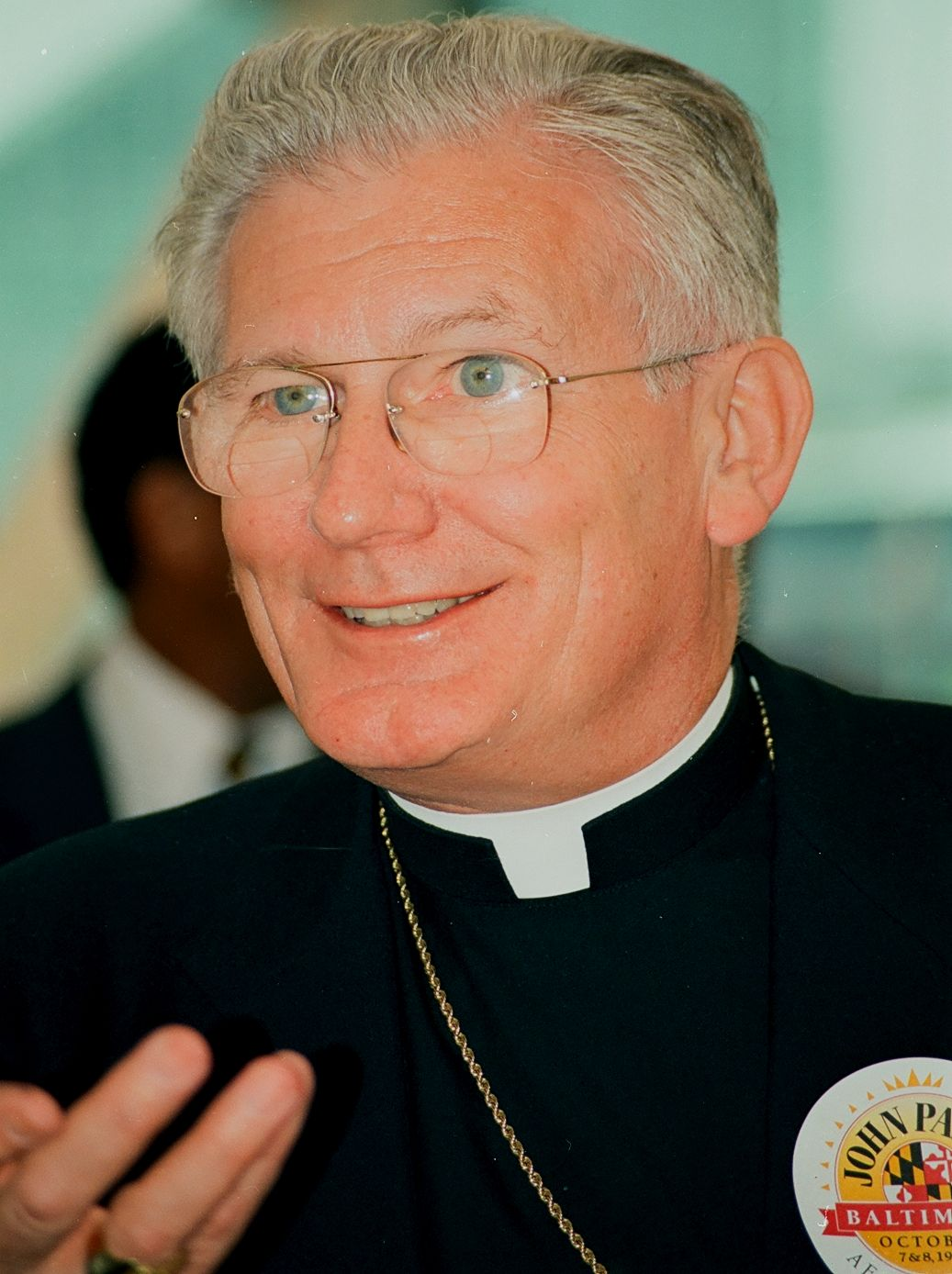
William Henry Kardinal Keeler (1996)

Wappen von William Henry Kardinal Keeler

William Henry Kardinal Keeler (* 4. März 1931 in San Antonio, Texas; † 23. März 2017 in Catonsville, Maryland) war ein US-amerikanischer Geistlicher und römisch-katholischer Erzbischof von Baltimore.

## Leben

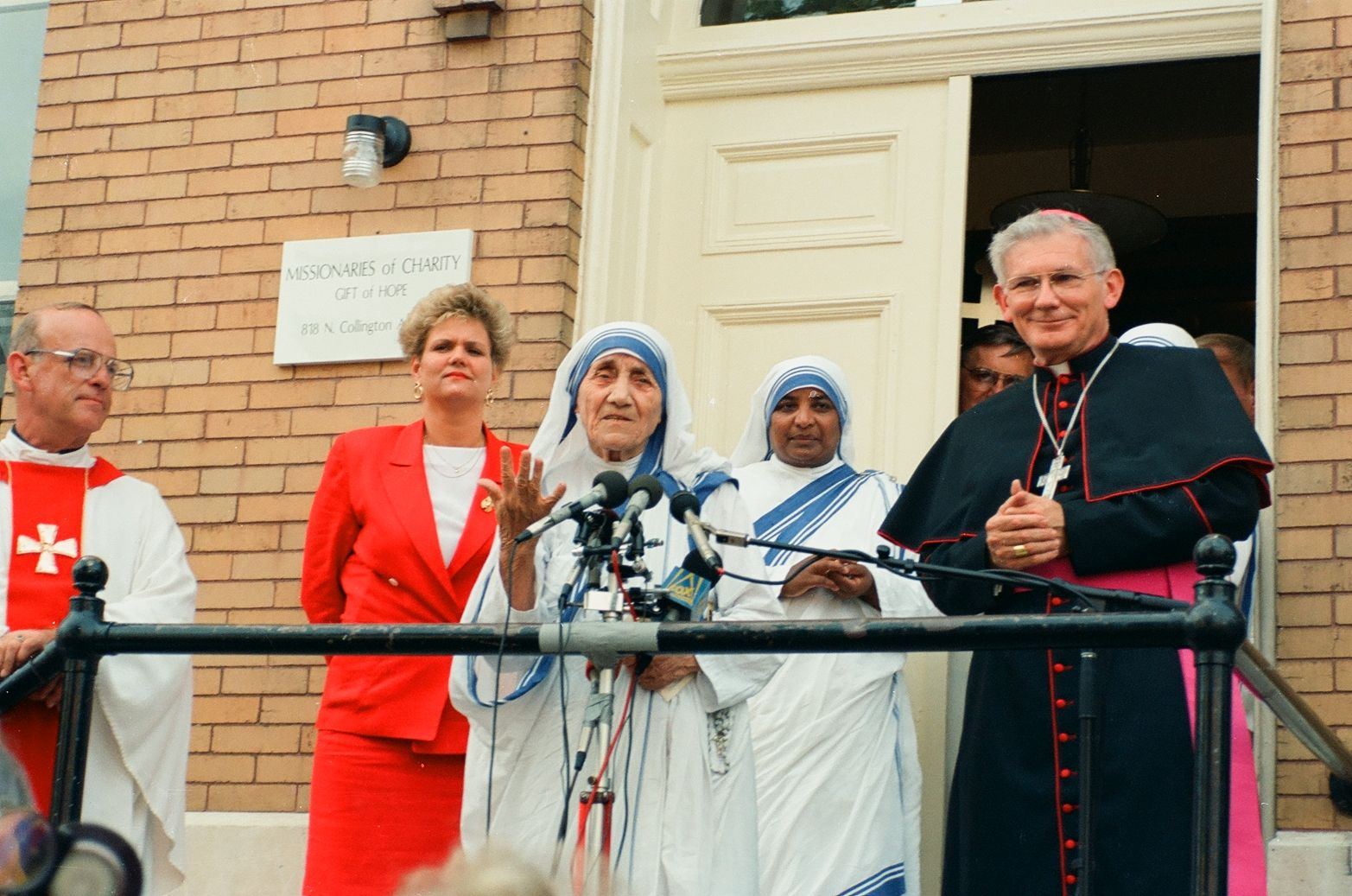
Erzbischof Keeler (re.) mit Mutter Teresa (Mitte) in Baltimor (2. August 1992)

William Henry Keeler wuchs in Lebanon (Pennsylvania) auf und besuchte dort katholische Schulen. Anschließend studierte er Katholische Theologie und Philosophie in Overbrook, Philadelphia. Am 17. Juli 1955 empfing er durch Luigi Kardinal Traglia das Sakrament der Priesterweihe für das Bistum Harrisburg. Ein Jahr später erwarb er an der Päpstlichen Universität Gregoriana in Rom das Lizenziat im Fach Theologie.
Von 1956 bis 1958 wirkte er als Vikar in Marysville und als Sekretär des Diözesangerichts. In den folgenden drei Jahren absolvierte er ein Promotionsstudium in Kanonischem Recht an der Päpstlichen Universität Gregoriana in Rom, an dessen Ende im Jahre 1961 einen Doktortitel im Fachbereich Kirchenrecht verliehen bekam. Ab 1961 wurde Keeler erneut in der Seelsorge seines Heimatbistums eingesetzt und arbeitete gleichzeitig als Anwalt am Diözesangericht. In den Jahren 1962 bis 1965 fungierte er als Sekretär seines Diözesanbischofs beim Zweiten Vatikanischen Konzil. Seit 1964 leitete er außerdem die Pfarrei Marysville. Am 9. November 1965 verlieh ihm Papst Paul VI. den Ehrentitel Überzähliger Geheimkämmerer Seiner Heiligkeit (Monsignore) und am 8. Mai 1970 den Titel Ehrenprälat Seiner Heiligkeit. Von 1965 bis 1979 nahm Keeler Leitungsaufgaben im Bistum Harrisburg wahr, zunächst in den Jahren 1965 bis 1969 als Vizekanzler, von 1969 bis 1979 dann als Generalvikar.
Am 24. Juli 1979 wurde er von Papst Johannes Paul II. zum Titularbischof von Ulcinium und zum Weihbischof im Bistum Harrisburg ernannt. Am 21. September 1979 empfing er von Bischof Joseph Thomas Daley die Bischofsweihe; Mitkonsekratoren waren Francis Joseph Gossman, Bischof von Raleigh, und Weihbischof Martin Nicholas Lohmuller aus Philadelphia. Sein bischöflicher Wahlspruch war “Opus fac evangelistae” (2. Tim 4,5 , deutsch: „Verrichte das Werk als Verkünder des Evangeliums“).
Am 10. November 1983 wurde Keeler zum Bischof von Harrisburg ernannt. Seit dem 11. April 1989 war er Erzbischof von Baltimore. Im Konsistorium vom 26. November 1994 erhob Johannes Paul II. William Keeler zum Kardinal und ernannte ihn zum Kardinalpriester mit der Titelkirche Santa Maria degli Angeli e dei Martiri. Von 1992 bis 1995 war er Vorsitzender der Bischofskonferenz der Vereinigten Staaten.
1989 wurde er von Giuseppe Caprio, Kardinal-Großmeister des Ritterordens vom Heiligen Grab zu Jerusalem, zum Großprior der Statthalterei für „USA Middle Atlantic“ bestellt; ihm folgte 2007 Erzbischof Edwin Frederick O’Brien.
Keeler war Teilnehmer am Konklave 2005, in dem Papst Benedikt XVI. gewählt wurde. Dieser nahm am 12. Juli 2007 Keelers aus Altersgründen vorgebrachtes Rücktrittsgesuch an.

## Wirken
William Keeler engagierte sich für den interreligiösen Dialog, insbesondere für den katholisch-jüdischen Austausch; er war der entsprechende Verantwortliche in der US-amerikanischen Bischofskonferenz dafür. Keeler war Mitglied des International Catholic Orthodox Commission for Theological Dialogue seit 1986 und Vorsitzender des Bishops' Committee for Ecumenical and Interreligious Affairs von 1984 bis 1987. Er initiierte 1987 das Treffen von Papst Johannes Paul II. mit jüdischen Kirchenvertretern in Miami sowie ein Treffen mit protestantischen Kirchenvertretern in Columbia.
1994 wurde er vom Papst Johannes Paul II. in den Päpstlichen Rat zur Förderung der Einheit der Christen und die Kongregation für die orientalischen Kirchen berufen. Von 1998 bis 2001 sowie von 2003 bis 2006 hatte er den Vorsitz des Committee on Pro-Life Activities inne.
1996 war er Mitinitiator von Partners in Excellence, einer Initiative für Familien in Not. Mit diesem Programm konnten über 16.500 Schüler kostenlos an katholischen Schulen eine schulische Ausbildung finden. 1992 war er Initiator des Lenten Appeal, einer Kampagne, die über 70 Mio. USD sammelte für die Unterstützung von gefährdeten Jugendlichen zu einem Schulbesuch an katholischen Schulen.
Außerkirchlich engagierte er sich als Vorsitzender der Religious Alliance Against Pornography (RAAP).

## Ehrungen und Auszeichnungen
- Distinguished Eagle Scout Award der Boy Scouts of America
- Silver Beaver Award der Boy Scouts of America
- Silver Antelope Award der Boy Scouts of America
- Silver Buffalo Award der Boy Scouts of America
- Ehrungen von Lebanon Valley College; Mount St. Mary’s; Gettysburg College; Susquehanna University; Gannon University, Erie, Pennsylvania; Loyola College, Baltimore; St. Mary’s College of Minnesota, Winona, Minnesota; Shippensburg State University, Pennsylvania; Elizabethtown College, Pennsylvania, University of Notre Dame, South Bend; Ateneo University, Philippines, College of Notre Dame of Maryland, Baltimore, Franciscan University, Steubenville, Ohio; Hebrew Union University, Cincinnati, Ohio; Viterbo University, LaCrosse, Wisconsin[5][6]

## Schriften
- Real People, Real Presence: Ordinary Catholics on the Extraordinary Power of the Eucharist, Word Among Us Press, 2005
- Memoria Futuri: Catholic-Jewish Dialogue Yesterday, Today, and Tomorrow : Texts and Addresses of Cardinal William H. Keeler, Paulist Press, 2012